# Lộc Trĩ thôn cư
Lộc Trĩ thôn cư (chữ Hán: 鹿峙村居, có nghĩa xóm quê Mũi Nai), là tên hai bài thơ của Mạc Thiên Tứ; một bằng chữ Hán được xếp trong tập Hà Tiên thập vịnh (khắc in năm 1737); một bằng chữ Nôm được xếp trong tập Hà Tiên thập cảnh khúc vịnh (chưa được khắc in). Thôn xóm Mũi Nai xưa; nay thuộc phường Pháo Đài, thành phố Hà Tiên, tỉnh Kiên Giang, Việt Nam.

## Giới thiệu đề tài

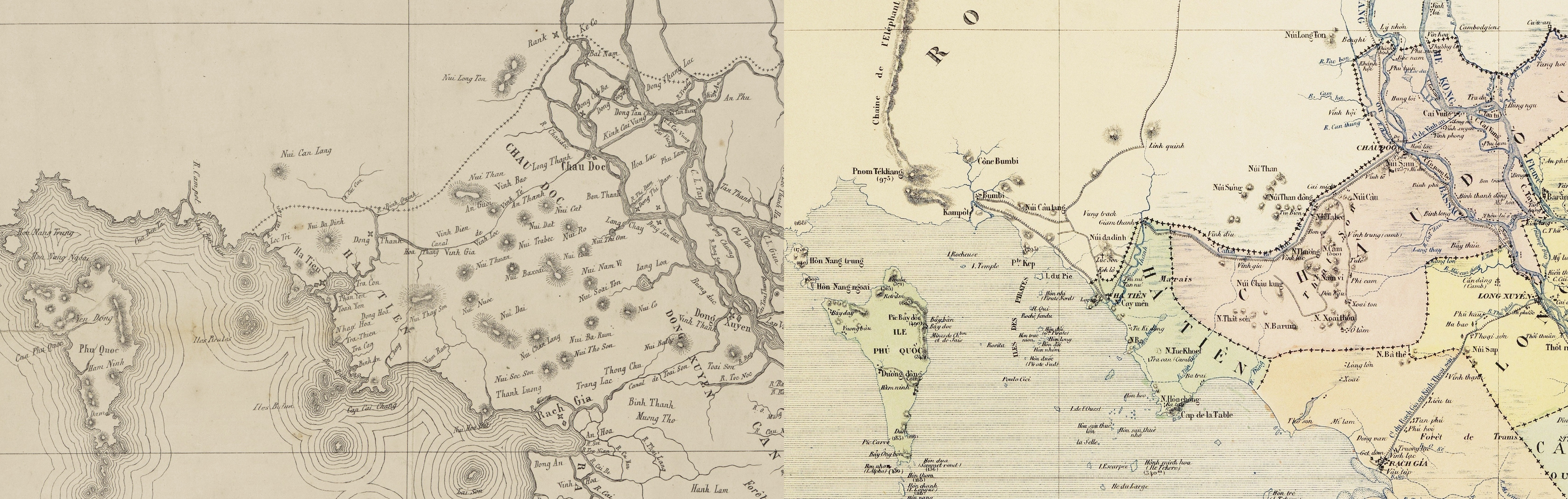
Sự thay đổi địa danh Lộc Trĩ (Loc Tri) những năm 1868-1878.

Lộc Trĩ thôn cư cùng với Lư Khê ngư bạc là cặp cảnh sau cùng mà Mạc Thiên Tứ đã nói đến trong Hà Tiên thập vịnh và Hà Tiên thập cảnh khúc vịnh. Đây là hai cảnh sinh hoạt của người dân Hà Tiên, gắn liền với đặc điểm đất đai và ngành nghề.
Lộc Trĩ, là tên chỉ một mỏm núi nhô ra mặt biển, đi thuyền từ ngoài biển nhìn vào phảng phất giống như hình đầu con nai nằm ghếch mõm ngó ra mặt biển. Theo Đông Hồ thì có lẽ nhân tên Nôm là Mũi Nai nên mới có tên Hán là Lộc Trĩ. Cũng vì mỏm núi có hình dạng như thế, nên từ rất lâu, trong dân gian đã lưu truyền rằng, từ thuở xa xưa, có một chú nai con hay ra đây uống nước. Rồi một ngày, vì mải say sưa ngắm cảnh đẹp của biển trời nên chú nai bị lạc lối về. Đến đêm, thì chú ngã gục rồi thì hóa đá bởi không thể chịu đựng mãi cảnh đói khát cùng sóng to, gió lớn...
Nhưng theo nghiên cứu của Trương Minh Đạt, thì cái tên Mũi Nai có nguồn gốc như sau: Thuở xa xưa, góc biển này được gọi là Mũi Nạy, vì nơi đó có núi Pù Nạy (Pù là núi, Nạy là lớn) mà người Khmer nói trại là P’Nay hay Bà Nay. Đến khi người Việt đến đọc âm này thành Nai. Đến thời người Hoa đến, họ dịch chữ Nai ra chữ Hán là Lộc...
Giới thiệu Lộc Trĩ (Mũi Nai), Gia Định thành thông chí chép:
Lộc Trĩ cách trấn về phía tây 43 dặm. Cây cối lửng lơ lưng núi, ngọn núi nhọn đứng chọc trời cao, vượt qua đất bằng mà gối đầu bờ biển. Suối ngọt, đất tốt, nhà cửa nhân dân ở vây quanh dưới bóng núi. Trong 10 cảnh đẹp của Hà Tiên thì Lộc Trĩ thôn cư (xóm quê Mũi Nai) là một cảnh vậy.
Bãi biển Mũi Nai tuy không rộng, cát không trắng nhưng bãi thoai thoải, sóng không to, khí hậu luôn ôn hoà, mát mẻ. Xung quanh bãi là dăm xóm làng chài lẩn khuất trong màu xanh của núi rừng, của cây trái... Danh thắng này hiện là trọng điểm du lịch của tỉnh Kiên Giang.

## Giới thiệu thơ

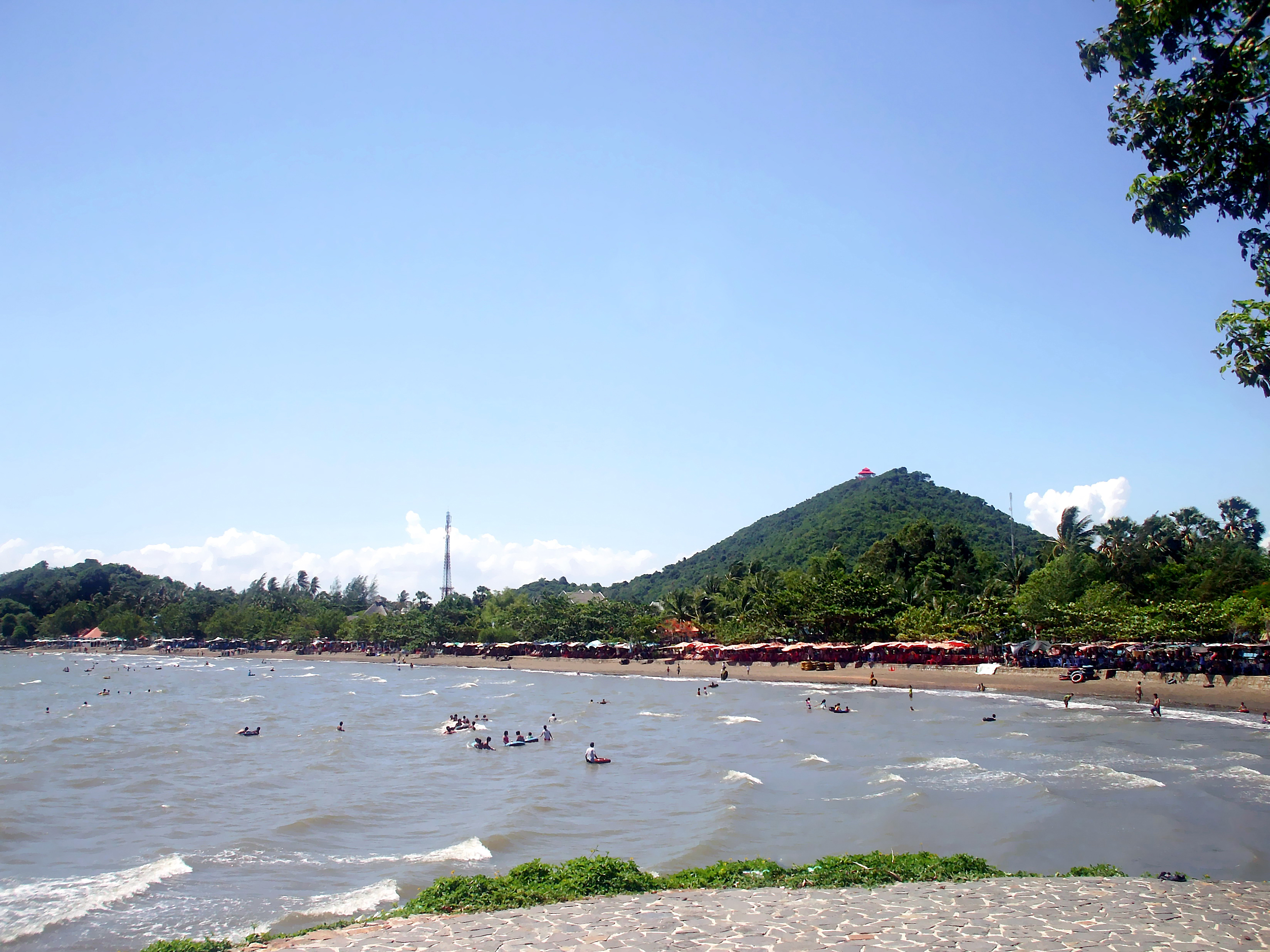
Bãi biển Mũi Nai

### Bài chữ Hán
| Nguyên tác: 鹿峙村居 竹屋風過夢始醒， 鴉啼簷外却難聽。 殘霞倒掛沿窗紫， 密樹低垂接圃青。 野性偏同猿鹿靜， 清心每羨稻粱馨。 行人若問住何處， 牛背一聲吹笛停。 | Phiên âm Hán-Việt: Lộc Trĩ thôn cư Trúc ốc phong qua mộng thủy tinh, Nha đề thiềm ngoại khước nan thinh. Tàn hà đảo quải duyên song tử, Mật thụ đê thuỳ tiếp phố thanh. Dã tính thiên đồng viên lộc tĩnh, Thanh tâm mỗi tiễn đạo lương hinh. Hành nhân nhược vấn trú hà xứ, Ngưu bối nhất thanh xuy địch đình. |

### Bài chữ Nôm
Bài này nằm trong tập Hà Tiên thập cảnh khúc vịnh, gồm một khúc vịnh dài 34 câu, và kết thúc bằng một bài thơ Đường luật như sau:
Lâm lộc ai rằng thú chẳng thanh
Nửa kề nước biếc, nửa non xanh.
Duỗi co chẳng túng kiền khôn hẹp,
Cúi ngửa vì vâng đức giáo lành.
Lưu loát hưởng dư ơn nước thạnh
Ê hề sẵn có của trời dành.
Đâu no thì đó là an lạc,
Lựa phải chen chân chốn thị thành .

## Lời bình
Cả hai bài thơ đều tả cảnh sinh hoạt của dân cư trong thôn xóm ở Mũi Nai. Thi sĩ Đông Hồ có lời bình, đại ý như sau:
Chúng ta không nên quên Hà Tiên là vùng đất mới, tác giả chẳng những là một nhà cai trị có văn chương mà còn là một nhà kinh tế có tài cán.
Vì thế, tác giả đã mượn đề tài này để cổ động cho người dân rủ nhau về chốn thôn trang, tức quy tụ về đất Hà Tiên; để ca tụng cảnh đồng quê cho người dân biết lấy cảnh quê làm thú, bằng lòng khẩn hoang lập ấp, vui sống với nghề cày cấy, trồng trọt...
Cũng theo thi sĩ này, thì cả hai bài Lộc Trĩ thôn cư đều là thơ hay. Bởi tả cảnh thanh thú ở chốn thôn quê, tả nếp sống của người nông dân, có đủ cả: mái cỏ, tiếng chim, ráng chiều, mùi lúa nếp, con hươu con vượn... Nghĩa là, có đầy đủ điều kiện cho một cuộc sống vô sự hồn nhiên như người thái cổ. Nếu quan niệm rằng người ta sống là để tìm cảnh thái bình, hưởng lấy hạnh phúc thì đời sống ở thôn quê quả là chỗ đáng để tìm đến...